# Càpsula de Tenon
La fàscia del bulb (també conegut com la càpsula de Tenon i la beina bulbar) és una prima membrana que envolta l'ull des del nervi òptic fins al limbe esclerocornial, que el separa del greix orbital i formant un sòcol on es mou.

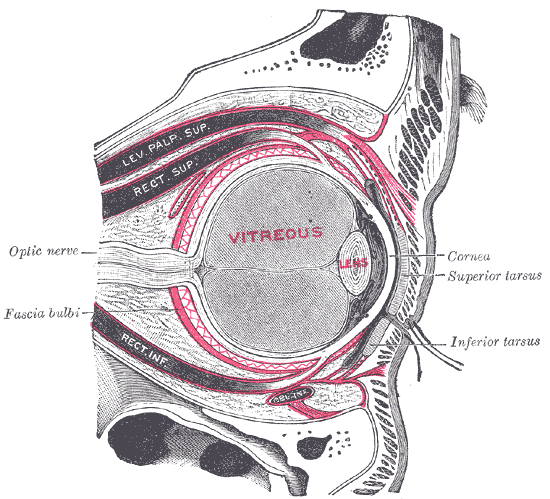
En rosa la càpsula de Tenon